# Alexeter lucens
Alexeter lucens là một loài tò vò trong họ Ichneumonidae.